# أحمد رفعت (لاعب كرة قدم)
أحمد السيد رفعت أحمد (20 يونيو 1993- 6 يوليو 2024) هو لاعب كرة قدم مصري، كان يلعب مع نادي فيوتشر و‌منتخب مصر لكرة القدم في مركز الجناح.

## وفاته
توفي يوم السبت 30 ذي الحِجَّة 1445هـ الموافق 6 يوليو (تَمُّوز) 2024م، عن عمر ناهز الحادية والثلاثين، بعد صراع مع المرض وتدهور حالته الصحية عقب الأزمة القلبية التي تعرَّض لها في 11 مارس 2024 وسقوطه على أرض الملعب في مباراة الاتحاد السكندري في الدوري المصري.

## وصلات خارجية
- أحمد رفعت على موقع قاعدة بيانات كرة القدم.إي يو (الإنجليزية)
- أحمد رفعت على موقع ناشيونال فوتبول تيمز (الإنجليزية)
- أحمد رفعت على موقع Soccerway.com (الإنجليزية)
- أحمد رفعت على موقع عالم كرة القدم.نت (الإنجليزية)
- أحمد رفعت على موقع كووورة